# Ivan Hladouch
Ivan Dmytrovytch Hladouch (en ukrainien : Іван Дмитрович Гладуш ; né le 24 juillet 1929 et mort le 6 décembre 2018) est un colonel général soviétique puis ukrainien de la militsiya d'Ukraine.

## Biographie

### Jeunesse
Ivan Hladouch est né dans le village de Mishuryn Rih dans le Raion de Verkhnodniprovsk (en), dans l'actuel Oblast de Dnipropetrovsk. En 1951, il obtient son diplôme de technicien en transport routier à Dnipropetrovsk.

### Carrière dans la police
Ivan Hladouch débute en 1951 en tant qu'inspecteur à l'Inspection d'État (GAI). En 1957, il obtient son diplôme de l'Institut de Génie informatique de Moscou (en). En 1963, il est responsable de la GAI à la Direction de la sécurité dans l'oblast de Dnipropetrovsk. En 1968-1974, Ivan Hladouch est le Directeur de la sécurité dans l'oblast de Dnipropetrovsk. Au cours de cette période, il obtient son diplôme en 1970 au Collège du ministère des affaires intérieures de l'URSS à Kiev (aujourd'hui l'Académie nationale des affaires intérieures de l'Ukraine) et en 1973, il a reçu le grade de général de division de la militsiya.
En 1974-1977, Ivan Hladouch est chef de la Direction des affaires intérieures de l’oblast de Donetsk. En 1982-1990, il est ministre des Affaires intérieures de la RSS d'Ukraine. 
En janvier 1991 à la chute de l'URSS, Ivan Hladouch prend sa retraite en tant que colonel général de la militsiya. 
En 2010, le président de l'Ukraine, Viktor Ianoukovitch, lui attribue le titre de général du service interne.

## Distinctions
- Ordre du mérite d'Ukraine 3e classe en 1999
- Ordre du Prince Iaroslav le Sage 5e classe en 2004
- Ordre de Bohdan Khmelnitsky 3e classe en 2008